# Tetradenia galpinii
Tetradenia galpinii là một loài thực vật có hoa trong họ Hoa môi. Loài này được (N.E.Br.) Phillipson & C.F.Steyn mô tả khoa học đầu tiên năm 2008.